# Alpha Sagittae
α Sagittae (Alpha Sagittae, α Sge) ist ein Gelber Riese der Spektralklasse G0 im Sternbild Sagitta. Er besitzt eine scheinbare Helligkeit von 4,4 mag und ist circa 425 Lichtjahre von der Erde entfernt.
Der Stern trägt den historischen Eigennamen Sham oder Alsahm (aus dem Arabischen für „Pfeil“).